# Sjtrăklevo
Sjtrăklevo (bulgariska: Щръклево) är ett distrikt i Bulgarien.   Det ligger i kommunen Obsjtina Ivanovo och regionen Ruse, i den nordöstra delen av landet, 250 km nordost om huvudstaden Sofia. Söder om bykärnan ligger Ruses flygplats som även kallas Sjtrăklevo.